# Baie Aiapew
La baie Aiapew est un plan d'eau douce situé dans la partie nord du lac Bourgeois (réservoir Gouin), au nord-ouest du réservoir Gouin, dans le territoire de la ville de La Tuque, dans la région administrative de la Mauricie, dans la province de Québec, au Canada.
Cette baie s’étend entièrement dans le canton de Toussaint.
Les activités récréotouristiques constituent la principale activité économique du secteur à cause de sa position stratégique avec le détroit qui délimite la partie ouest du réservoir Gouin. La foresterie arrive en second sur les rives autour. La navigation de plaisance est particulièrement populaire sur ce plan d’eau, notamment pour la pêche sportive.
Le bassin versant du baie Aiapew est desservi du côté nord par quelques routes forestières secondaires qui ont été aménagées pour la coupe forestière et qui s’avancent près des rives. Ces routes forestières se relient vers le nord à la route forestière R2046 desservant la rive nord du réservoir Gouin.
La surface du baie Aiapew est habituellement gelée de la mi-novembre à la fin avril, toutefois la circulation sécuritaire sur la glace se fait généralement du début décembre à la fin de mars. La gestion des eaux au barrage Gouin peut entrainer des variations significatives du niveau de l’eau particulièrement en fin de l’hiver où l’eau est abaissée. Le niveau d’eau de cette baie s’équilibre avec celui du réservoir Gouin.

## Géographie
Avant la fin de la construction du barrage La Loutre en 1916, créant ainsi le réservoir Gouin, la baie Aiapew avait une dimension plus restreinte. Après le deuxième rehaussement des eaux du réservoir Gouin en 1948 dû à l’aménagement du barrage Gouin, la baie Aiapew épousa sa forme actuelle.
Les principaux bassins versants voisins du baie Aiapew sont :
- côté nord : lac Kaopiskak, lac Kamemenatikoskak, baie Tcikitinaw, ruisseau de la Rencontre, rivière Pascagama, lac Larouche ;
- côté est : baie Kanatakompeak, lac Bourgeois (réservoir Gouin), lac Toussaint (réservoir Gouin), ruisseau de la Rencontre, lac Marmette (réservoir Gouin) ;
- côté sud : lac Bourgeois (réservoir Gouin), lac Bureau (réservoir Gouin), lac du Mâle (réservoir Gouin) ;
- côté ouest : lac du Mâle (réservoir Gouin), ruisseau de la Rencontre, ruisseau Plamondon (réservoir Gouin), rivière Berthelot (rivière Mégiscane).

D’une longueur de 4,1 km, le baie Aiapew est interconnecté au côté nord du lac Bourgeois (réservoir Gouin) et se caractérise par :
- un détroit du côté est (largeur : 50 m) séparant une presqu’île venant de la rive nord et une autre venant du sud. Ces deux presqu’îles forment la rive est, séparant la baie Aiapew de la baie Kanatakompeak située du côté ouest du village de Obedjiwan ;
- un détroit du côté sud (largeur : 0,7 km) démarquant la partie nord du lac Bourgeois (réservoir Gouin). Ce détroit est balisé par deux caps s’avançant l’un vers l’autre ;
- un détroit du côté ouest (largeur : 0,8 km) séparant une presqu’île venant de la rive nord et une île d’une longueur de 7,2 km (sens nord-sud) et d’une largeur de 3,1 km. Cette île délimite la rive ouest du lac Bourgeois (réservoir Gouin), chevauchant les cantons de Toussaint et de Lemay ;
- le lac Kaopiskak d’une longueur de 2,5 km s’étirant vers le nord, en parallèle et du côté ouest de la baie Tcikitinaw. Le lac Kaopiskak s'alimente du côté nord par la décharge du lac Kamackociwakamak ;
- la baie Tcikitinaw s’étirant sur 7,3 km vers le nord, en parallèle et du côté est de la baie Aiapew. Note : l'eau de la baie Aiapew rejoint celle de la baie Tcikitinaw lorsque le niveau du réservoir Gouin est élevé ;
- une presqu’île s’étirant sur 1,1 km vers le sud soit vers le détroit qui sert d’émissaire du lac. Cette presqu’île sépare le baie Aiapew en deux parties dont la plus importante est la partie est.

Quelques sommets de montagnes dominent le panorama du côté nord, soit en direction du « lac de la Rencontre ».
L’embouchure du baie Aiapew est localisée du côté est du Lac dans la partie la plus étroite du détroit, soit à :
- 17,0 km au nord-est de la Passe Kaopatinak laquelle sépare en deux le lac du Mâle ;
- 4,2 km à l’ouest du centre du village de Obedjiwan lequel est situé sur une presqu’île de la rive nord du réservoir Gouin ;
- 74,5 km au nord-ouest du barrage Gouin ;
- 124,5 km au nord-ouest du centre du village de Wemotaci (rive nord de la rivière Saint-Maurice) ;
- 213 km au nord-ouest du centre-ville de La Tuque ;
- 317 km au nord-ouest de l’embouchure de la rivière Saint-Maurice (confluence avec le fleuve Saint-Laurent à Trois-Rivières)[2]

À partir de l’embouchure du baie Aiapew, le courant coule sur 86,1 km jusqu’au barrage Gouin, selon les segments suivants :
- 4,2 km vers l’est en traversant le lac du Mâle (réservoir Gouin), le lac Bourgeois (réservoir Gouin) et le lac Toussaint (réservoir Gouin) jusqu’au sud du village d’Obedjiwan ;
- 81,9 km vers l’est, en traversant notamment le lac Marmette (réservoir Gouin), puis vers le sud-est en traversant notamment le lac Brochu (réservoir Gouin), puis vers l’est en traversant la baie Kikendatch, jusqu’au barrage Gouin.

À partir de ce barrage, le courant emprunte la rivière Saint-Maurice jusqu’à Trois-Rivières où il se déverse sur la rive nord du fleuve Saint-Laurent.